# راین-هونسروک
راین-هونسروک (به آلمانی: Rhein-Hunsrück-Kreis) یک منطقهٔ روستایی در آلمان است که در راینلاند-فالتس واقع شده‌است.

## خصوصیات
راین-هونسروک ۱۰۱٬۸۵۴ نفر جمعیت دارد.